# Upplands runinskrifter 608
Upplands runinskrifter 608 är en vikingatida runsten av granit vid Västra Ryds kyrka, Västra Ryds socken och Upplands-Bro kommun. Runstenen är cirka 1,3 meter hög och 1,4 meter bred. Runhöjden är omkring 11 centimeter. Stenen, som är hopfogad av tre stycken fragment, är avslagen upptill. Stenen var länge försvunnen men hittades i sönderslagna fragment i en bro på 1900-talets början. Fragmenten togs fram, sattes ihop och restes på sin nuvarande plats vid Västra Ryds kyrka 1943.

## Inskriften
Translitterering av runraden:
... ...[kulbi](u)rn ' kuihulfr ' þiʀ [b]ruþr al[iʀ lit]u [rita] stai(n)[o] (s)uniʀ siriþaʀ ...
Normalisering till runsvenska:
... [I]gulbiorn, Kvigulfʀ, þæiʀ brøðr alliʀ letu retta stæina, syniʀ Siriðaʀ ...
Översättning till nusvenska:
... Igulbjörn, Kvigulv, alla dessa bröder läto uppresa stenarna, Sigrids söner ...